# 劉泰 (宋朝)
劉泰（？—1163年），南宋将领。
宋孝宗隆兴年间，为枢密院忠义前军正将。劉泰慷慨好义，以私财募兵三百人，并储粮制造兵器，备战抗金。隆兴元年，金兵进犯寿春，劉泰率所部前往救援，转战数日，击退金兵，劉泰全身受伤数十处，伤重而亡。朝廷追赠武翼郎。